# محمد سراج
محمد سراج (ولد في 21 أبريل 2003) هو لاعب كرة قدم قطري، يلعب كلاعب وسط في نادي الريان.

## الحياة الشخصية
هو شقيق اللاعب عمرو سراج.